# カンボジアサッカー連盟
カンボジアサッカー連盟（カンボジアサッカーれんめい、英: Football Federation of Cambodia, 高: សហព័ន្ធកីឡាកីឡាបាល់ទាត់កម្ពុជា）は、カンボジアにおけるサッカー連盟である。略称はFFC。

## 概要
1933年に設立。国際サッカー連盟（FIFA）には1953年に、アジアサッカー連盟（AFC）には1957年に加入。また、ASEANサッカー連盟（AFF）には1998年に加盟している。

## 運営・組織
- サッカーカンボジア代表
- U-23サッカーカンボジア代表
- サッカーカンボジア女子代表（英語版）
- カンボジア・リーグ
- フン・セン・カップ